# Guerra e rivolta
Guerra e rivolta (전,란?, Jeon, RanLR) è un film sudcoreano del 2024 diretto da Kim Sang-man.

## Trama
Durante la dinastia Joseon, due amici cresciuti assieme, uno padrone e uno servitore, si ritrovano ad un certo punto uno contro l'altro.

## Distribuzione
Il film è stato distribuito sulla piattaforma Netflix a partire dall'11 ottobre 2024.